# جاده جنگ
جادهٔ جنگ یک رمان ۱۲ جلدی نوشته منصور انوری نویسنده ایرانی است که در سال ۱۳۸۹ توسط شرکت انتشارات سوره مهر منتشر شد. داستان این کتاب از روز ۳ شهریور ۱۳۲۰ که موجب اشغال ایران در جنگ جهانی دوم شد، شروع می‌شود و تا جنگ ایران و عراق ادامه می‌یابد. نگارش این رمان بیش از ۱۰ سال طول کشید و جلد دوازدهم آن در خرداد ۱۳۹۹ به چاپ رسید.

## افتخارات
- برگزیده چهاردهمین دوره کتاب فصل در بخش داستان در سال ۱۳۸۹[۵]
- برگزیده چهارمین دوره جایزه ادبی جلال آل‌احمد در بخش داستان در سال ۱۳۹۰[۶]
- برگزیده بیست و نهمین دوره کتاب سال جمهوری اسلامی ایران در بخش داستان در سال ۱۳۹۰[۷]
- برگزیده هشتمین جایزه قلم زرین در سال ۱۳۹۰[۸]